# 水安保温泉駅
水安保温泉駅（スアンボオンチョンえき）は、大韓民国忠清北道忠州市にある韓国鉄道公社（KORAIL）の鉄道駅である。地名としての漢字表記は「水安堡」であるが、駅名としての漢字表記は「水安保」である。（ハングル表記は同一）

## 路線
- 韓国鉄道公社
  - 中部内陸線

## 歴史
- 2024年11月30日 - 開業[2]。

## 駅周辺
- 水安堡温泉

## 隣の駅
韓国鉄道公社
中部内陸線
乷味駅 - 水安保温泉駅 - 延豊駅